# Ковача Вас (Словенська Бистриця)
Ковача Вас (словен. Kovača vas) — поселення в общині Словенська Бистриця, Подравський регіон‎, Словенія.